# Клетицк
Клетицк (укр. Клітицьк) — село в Камень-Каширской городской общине Камень-Каширского района Волынской области Украины.
Население по переписи 2001 года составляет 344 человека. Почтовый индекс — 44550. Телефонный код — 3357. Занимает площадь 1,219 км².